# 유럽 고속도로 821호선
유럽 고속도로 821호선(European route E821)은 이탈리아의 로마에서 산체사레오까지 이어주는 총 연장 36 km의 거리를 가진 B클래스급 유럽 고속도로 노선이다.

## 주요 경유지
- 이탈리아
  - 로마 : E35, E80
  - 산체사레오 : E45